# Potamogeton fluitans
Potamogeton fluitans är en nateväxtart som först beskrevs av Roth (pro. sp.  Potamogeton fluitans ingår i släktet natar, och familjen nateväxter. Inga underarter finns listade.